# Club Deportivo Pasaquina Futbol Club
Il Club Deportivo Pasaquina Futbol Club è una società calcistica salvadoregna di Pasaquina; gioca in Primera División de Fútbol Profesional.